# رومين فيلدنغ
رومين فيلدنغ (بالإنجليزية: Romaine Fielding)‏ هو كاتب سيناريو ومخرج وممثل أمريكي، ولد في 22 مايو 1867 ببولينغ غرين في الولايات المتحدة، وتوفي في 15 ديسمبر 1927 بهوليوود في الولايات المتحدة.

## وصلات خارجية
- رومين فيلدنغ على موقع IMDb (الإنجليزية)
- رومين فيلدنغ على موقع أول موفي (الإنجليزية)
- رومين فيلدنغ على موقع قاعدة بيانات برودواي على الإنترنت (الإنجليزية)
- رومين فيلدنغ على موقع قاعدة بيانات الأفلام السويدية (السويدية)
- رومين فيلدنغ على موقع قاعدة بيانات الفيلم (الإنجليزية)
- رومين فيلدنغ على موقع كينوبويسك (الروسية)